# استاتیلیا مسالینا
استاتیلیا مسالینا (به لاتین: Statilia Messalina) (زادهٔ پیرامون ۳۵ — درگذشتهٔ پس از ۶۸) از زنان اشراف‌زادهٔ رومی، همسر سوم نرون و برای مدت کوتاهی امپراتریس روم بود.

## زندگی‌نامه
منابع باستانی اطلاعات اندکی دربارهٔ خانوادهٔ استاتیلیا مسالینا ارائه می‌دهند با این وجود سوئتونیوس، تاریخ‌نگار رومی در اثر خود به نام دوازده سزار چنین آورده‌است که استاتیلیا، نبیرهٔ تیتوس استاتیلیوس تاروس، از ژنرال‌های رومی بود که یک پیروزی و دو بار کنسولی را در کارنامهٔ خود داشت. او همچنین احتمالاً دختر تیتوس استاتیلیوس تاروس، کنسول روم در سال ۴۴ میلادی بود که در سال ۵۳ مجبور به خودکشی شد. مادربزرگ او نیز احتمالاً والریا مسالینا (با سومین همسر امپراتور کلودیوس اشتباه گرفته نشود)، دختر کنسول مارکوس والریوس مسالا کوروینوس بود.
نخستین همسر استاتیلیا مسالینا، کنسول مارکوس ژولیوس وستینوس آتیکوس بود. این زوج احتمالاً صاحب فرزند پسری شدند که در سال ۸۸ میلادی درگذشت. استاتیلیا در حدود سال ۶۵ میلادی به معشوقگی نرون، امپراتور وقت روم درآمد.
پس از مرگ پوپایا سابینا، دومین همسر نرون، او درصدد ازدواج با استاتیلیا مسالینا برآمد و برای ممکن‌شدن این کار، شوهر او وستینوس را در سال ۶۶ میلادی مجبور به خودکشی نمود.
استاتیلیا علی‌رغم شوخ و فریبنده‌بودنش در مقایسه با همسران پیشین نرون کمتر جلب توجه می‌کرد و در انظار عمومی نیز بیشتر همچون یک فرد عادی ظاهر می‌شد. او در اواخر سلطنت نرون به عنوان یک امپراتریس مورد احترام کامل و صاحب قدرت و نفوذ و همچنین صاحب املاک و دارایی فراوان بود؛ولی خاطر این که به اندازه پوپایا سابینا همسر پیشین نرون زیرک، جاه طلب و بی رحم نبود،مورد توجه کمتر برای نرون واقع شد. او یکی از اندک درباریانی بود که با پایان یافتن دوران حکومت نرون زنده ماند. پس از مرگ امپراتور، اتو که اینک قدرت را در دست گرفته بود به او قول ازدواج داد،اما در سال ۶۹ میلادی خودکشی نمود.